# Уравнение Джонсона — Мела — Аврами — Колмогорова

Иллюстрация фазового перехода при росте зародышей, которые возникают случайным образом в рассматриваемом объёме.

Уравнение Колмогорова —Джонсона — Мела — Аврами (англ. Kolmogorov — Johnson — Mehl — Avrami —  equation, JMAK) описывает процесс фазового перехода при постоянной температуре. Изначально оно было получено для случая кристаллизации расплавов в 1937 году А. Н. Колмогоровым, и независимым образом в 1939 году Р. Ф. Мелом и У. Джонсоном, а также было популяризировано в серии статей М. Аврами в 1939—1941 годах. Однако, формула может быть обобщена на случаи других фазовых переходов.

## Основные постулаты
- Неограниченность объёма системы, в которой происходит фазовый переход. Физически это значит, что объём системы много больше объёма образующихся зародышей новой фазы.
- Пуассоновский закон зарождения центров: центры новой фазы возникают в среде случайно и равномерно с некоторой интенсивностью {\displaystyle I(t)} на единицу объёма несконденсировавшейся среды в единицу времени, зависящей в общем случае от времени.
- Принцип геометрического подобия: каждый зародыш независимо от места и даты «рождения» растёт в виде кристаллита определенной, единой для всех зародышей выпуклой формы и ориентации, сохраняющихся во времени.
- Единство скорости роста: в каждый момент времени скорости роста одинаковы для всех имеющихся в этот момент зародышей. В силу этой посылки {\displaystyle {\dot {R}}} не зависит от выбранного зародыша и является функцией только текущего времени {\displaystyle t}, то есть {\displaystyle {\dot {R}}=v(t)}.

## Формула Колмогорова
Обозначим {\displaystyle q(t)} долю в момент {\displaystyle t} несконденсировавшегося объёма по отношению к общему объёму {\displaystyle V_{0}}. Тогда формула Колмогорова имеет вид
{\displaystyle q(t)=exp\left[-\int _{0}^{t}I(t')V(R(t',t))dt'\right]}
где {\displaystyle V(R(t',t))} объём изолированного зародыша, зародившегося в момент времени {\displaystyle t'} и в момент времени {\displaystyle t} имеющего радиус {\displaystyle R}. Зная {\displaystyle q(t)}, легко вычислить долю сконденсировшегося объёма {\displaystyle Q(t)}
{\displaystyle Q(t)=1-q(t)}

## Ограничения
Формула неприменима, например, для случая диффузионного роста зародышей (см. Спинодальный распад). В этом случае она даёт только оценку снизу для {\displaystyle q(t)}.